# Wereldkampioenschap schaken
Het wereldkampioenschap schaken is de hoogste wedstrijd in de sport schaken en wereldkampioen is de hoogste te behalen titel. Met 'het' wereldkampioenschap wordt in feite bedoeld het algemeen individueel wereldkampioenschap. Andere wereldkampioenschappen zijn:
- Wereldkampioenschap voor vrouwen
- Wereldkampioenschap voor junioren
- Wereldkampioenschap voor landenteams
- Wereldkampioenschap correspondentieschaak

## Geschiedenis
Wilhelm Steinitz en Johann Zukertort speelden in 1886 een match om 24 partijen in New York, Saint Louis en New Orleans, die door Steinitz met 12½-7½ werd gewonnen. Dit wordt beschouwd als het begin van de strijd om het wereldkampioenschap en Steinitz wordt beschouwd als de eerste wereldkampioen. In zijn tijd ontstond de gewoonte dat de zittende wereldkampioen in een tweekamp verslagen moest worden door een uitdager. Regels omtrent de uitdaging waren er niet. In feite was het de wereldkampioen die bepaalde wanneer en tegen wie hij zijn titel op het spel zette.

### 1886–1946
Steinitz verdedigde in 1889 in Havana zijn titel met succes tegen Michail Tsjigorin, de uitslag was 10½-6½. Eind 1890/begin 1891 speelde hij in New York tegen Isidor Gunsberg en won met 10½-8½. In 1892 speelde hij wederom tegen Tsjigorin, wederom in Havana en wederom met succes. Steinitz won met 12½-10½.
In 1894 verloor Steinitz de titel aan Emanuel Lasker. In een in New York, Philadelphia en Montreal gespeelde match won Lasker met 12-7. Eind 1896/begin 1897 speelden Lasker en Steinitz in Moskou een revanchematch. Lasker was duidelijk te sterk, de einduitslag was 12½-4½.
Hierna duurde het ruim tien jaar voordat Lasker zijn titel op het spel zette. In 1907 speelde hij tegen Frank Marshall. De match vond plaats in diverse steden in de Verenigde Staten. Lasker won met 11½-3½ zonder één partij te verliezen. In 1908 was Siegbert Tarrasch aan de beurt. Er werd in Düsseldorf en München gespeeld. Lasker won met 10½-5½. In 1909 werd in Parijs David Janowski met 8-2 terechtgewezen. In 1910 ging het tegen Carl Schlechter een stuk moeizamer. Een in Wenen en Berlijn gespeelde match eindigde in 5-5. Lasker bleef daarmee wereldkampioen.
Pas in 1921 werd er opnieuw om het wereldkampioenschap gespeeld. In Havana speelde Lasker tegen José Raúl Capablanca. Deze tweekamp eindigde in 9-5 voor Capablanca. Lasker gaf de match op omdat hij niet tegen het klimaat kon.
Capablanca verloor de titel in 1927 aan Aleksandr Aljechin. In Buenos Aires werd een tweekamp gespeeld die door Aljechin werd gewonnen met 18½–15½, officieel met 6-3 want er werd om zes winstpartijen gespeeld, waarbij remises niet meetelden. 
Aljechin had Capablanca een revanchematch beloofd, maar die is nooit tot stand gekomen. Aljechin verdedigde de titel in 1929 wel tegen Efim Bogoljoebov. De match vond plaats in diverse plaatsen in Nederland en Duitsland. Aljechin won met 15½-9½. In 1934 speelde Aljechin in Duitsland opnieuw een match tegen Bogoljoebov. Wederom was de uitslag duidelijk, Aljechin won met 15½-10½
In 1935 nam Aljechin een uitdaging van Max Euwe aan. Na 7 partijen in hun match stond Aljechin 5-2 voor en leek een slachting in de lucht te hangen. Euwe slaagde er echter in om aan te tonen dat de voorbereiding van de wereldkampioen niet deugde en wist na 14 partijen de stand op 7-7 te brengen. Euwe won uiteindelijk de spannende match, die een ongekende schaakkoorts in Nederland teweegbracht, met 15½-14½. In 1937 werd een revanchematch gespeeld. Dit keer bleek Aljechin duidelijk de sterkste. De match, die evenals de vorige als een soort reizend circus door heel Nederland trok, eindigde uiteindelijk in 15½-9½ voor Aljechin.
Aljechin heeft hierna zijn titel niet meer verdedigd en stierf als wereldkampioen in 1946.

### FIDE
Na de dood van Aljechin nam de Fédération Internationale des Échecs (FIDE) de organisatie van de strijd om het wereldkampioenschap over. In 1948 werd een toernooi gehouden om een nieuwe wereldkampioen aan te wijzen. Daarna werd in cycli van ongeveer drie jaar een uitdager geselecteerd. Een cyclus bestond uit zone-toernooien, interzone-toernooien en een kandidatentoernooi of kandidaten-matches. De winnaar van deze uitgebreide cyclus had daarmee het recht verworven, de zittende wereldkampioen uit te dagen voor een match om het wereldkampioenschap.
Voor deze match zijn verschillende systemen gehanteerd. Een aantal malen werden er eenvoudigweg 24 partijen gespeeld. Dit had echter als nadeel dat een speler die eenmaal een (minimale) voorsprong opgebouwd had, in opvolgende partijen minder risico's ging nemen. Een later gehanteerd systeem kwam erop neer dat net zo lang doorgespeeld werd totdat een van beide spelers zes winstpartijen gerealiseerd had.

### Dominantie van de Sovjet-Unie
De deelnemers aan het toernooi van 1948, dat deels in Den Haag (in het Nationaal Schaakgebouw) en deels in Moskou werd gehouden, waren Michail Botvinnik, Paul Keres, Vasili Smyslov, Samuel Reshevsky en Max Euwe. De deelnemers speelden elk vijf partijen tegen elkaar. Botvinnik won met 14 punten. Daarmee begon een periode waarin de strijd om het wereldkampioenschap werd gedomineerd door schakers uit de Sovjet-Unie.
In 1951 verdedigde Botvinnik de titel tegen David Bronstein. De match duurde van 15 maart tot 11 mei en werd in Moskou gespeeld (tot 1972 zou elke match in deze stad worden gespeeld). De einduitslag was 12-12. Van oudsher gold dat de wereldkampioen verslagen moest worden, dus met dit resultaat behield Botvinnik zijn titel.
In 1954 gebeurde hetzelfde. Van 16 maart tot 13 mei speelde Botvinnik tegen Smyslov en wederom was de eindstand 12-12.
In 1957 verging het Smyslov beter. Hij versloeg Botvinnik met 12½-9½ in een van 2 maart tot 27 april gespeelde tweekamp. Onder de toen geldende regels had Botvinnik recht op een revanchematch. Deze werd gespeeld van 4 maart tot 8 mei 1958. Botvinnik won met 12½-10½ en veroverde zo de titel terug.
Van 15 maart tot 7 mei 1960 trad Botvinnik aan tegen Michail Tal. Botvinnik vond geen goed antwoord op de aanvalskunsten van de 'Tovenaar van Riga'. Tal won met 12½-8½. Een jaar later, om precies te zijn van 15 maart tot 12 mei 1961 werd de revanchematch gespeeld. Dit keer wist Tal zich geen raad met zijn tot in de puntjes voorbereide tegenstander. Met 13-8 haalde Botvinnik de titel wederom terug.
In 1963 verloor Botvinnik voor de derde maal een tweekamp en wel tegen Tigran Petrosjan. De match duurde van 23 maart tot 12 mei en werd door Petrosjan met 12½-9½ gewonnen. Deze keer volgde geen revanchematch, daar de FIDE het recht daarop had afgeschaft.
Petrosjan verdedigde van 11 april tot 9 juni 1966 met succes de titel tegen Boris Spasski, de eindstand was 12½-11½.
Drie jaar later, meer precies van 14 april tot 17 juni 1969, zaten dezelfde spelers weer tegenover elkaar. Dit keer won Spasski met 12½-10½.

### Fischer, Karpov en Kortsjnoj
In 1971 won Bobby Fischer met een nog nooit vertoonde overmacht de kandidatenmatches en verwierf het recht Spasski uit te dagen. Hun tweekamp werd van 11 juli tot 31 augustus 1972 in Reykjavik gespeeld. De match trok, mede door een niet aflatende reeks conflicten tussen Fischer en de andere betrokkenen, enorm de aandacht en werd ook wel de Match van de Eeuw genoemd. Fischer verloor de eerste partij en kwam de tweede niet opdagen in verband met een conflict over camera's in de speelzaal. Daarna bleek hij echter te sterk voor Spasski. Na 13 partijen stond Fischer met 8–5 voor. Uiteindelijk won hij met 12½–8½.
In 1975 zou Fischer zijn titel moeten verdedigen tegen Anatoli Karpov. Fischer deed een reeks voorstellen om de regelingen rond het wereldkampioenschap te wijzigen. De FIDE nam de meeste van de voorstellen over, maar niet allemaal. Fischer weigerde daarop te spelen en Karpov werd bij verstek tot wereldkampioen verklaard.
In 1978 verdedigde Karpov de titel tegen Viktor Kortsjnoj. Deze was een aantal jaren daarvoor uit de Sovjet-Unie gevlucht, terwijl Karpov gold als een typische vertegenwoordiger van dat land. De match, die van 16 juli tot 17 oktober 1978 in Baguio werd gespeeld, had dan ook een sterk politieke lading en werd begeleid door bizarre conflicten tussen het kamp van Kortsjnoj en dat van Karpov. Er werd gespeeld om 6 winstpartijen, waarbij remises niet meetelden (een van de voorstellen van Fischer die wel werden overgenomen). Nadat Karpov de 27e partij had gewonnen leidde hij met 5–2 en leek een afgetekende overwinning nabij. Van de volgende vier partijen won Kortsjnoj er echter drie, waarna het 5–5 stond. Karpov hervond zich en won de 32e partij. Zodoende won hij met 6–5 (of 16½–15½) en bleef wereldkampioen.
Drie jaar later wist Kortsjnoj het wederom tot uitdager te brengen, tegen wereldkampioen Karpov. De match, die van 1 oktober tot 19 november 1981 in Merano werd gespeeld, verliep deze keer met heel wat minder tumult en was ook veel eenzijdiger. Karpov overklaste Kortsjnoj en won met 6–2 (of 11–7).

### Karpov–Kasparov
In 1984 won Garri Kasparov de kandidatencyclus. Op 10 september 1984 begon in Moskou zijn tweekamp tegen Karpov die wederom zou gaan om zes winstpartijen, remises telden niet mee. Na 9 partijen stond Karpov met 4–0 voor. Karpov stelde zich vervolgens ten doel om met 6–0 te winnen, Kasparov om niet meer te verliezen. Het resultaat was een lange reeks korte remises, slechts af en toe onderbroken door een echte partij. In de 27e partij bracht Karpov de stand op 5–0. In de 32e partij slaagde Kasparov er voor het eerst in een partij op zijn naam te brengen. Hierna volgde weer een reeks remises totdat Kasparov de 47e en 48e partij won. Daarna brak FIDE voorzitter Florencio Campomanes de match af en bepaalde dat er een nieuwe match gespeeld moest worden, dit keer over 24 partijen.
Deze tweede match werd gespeeld van 3 september tot 9 november 1985, wederom in Moskou. Na een spannende en schaaktechnisch hoogstaande strijd won Kasparov met 13-11.
Karpov had recht op een revanchematch en zo werd er een derde tweekamp gespeeld. Deze duurde van 28 juli tot 8 oktober 1986. De eerste 12 partijen werden in Londen gespeeld, de resterende partijen in Leningrad. Deze keer won Kasparov met 12½–11½, nadat Karpov een 9½–6½ achterstand had omgebogen naar 9½–9½.
Inmiddels was er weer een kandidatencyclus afgelopen. De FIDE bepaalde dat de winnaar, Andrei Sokolov, een 'Superfinale' tegen Karpov moest spelen om het recht Kasparov uit te dagen. Karpov won moeiteloos van Sokolov en zo was de weg vrij voor de vierde tweekamp. Sevilla was van 12 oktober tot 18 december 1987 het toneel van deze krachtmeting. Schaaktechnisch stond de match op lager niveau dan de vorige twee, maar aan spanning ontbrak het niet. De eindstand was 12-12, nadat Kasparov met veel kunst en vliegwerk de laatste partij won. Hiermee behield Kasparov de titel.
Kasparov was nog niet van Karpov af, want deze won de volgende cyclus. En zo zaten de heren van 8 oktober tot 31 december 1990 tegenover elkaar voor hun vijfde match. De eerste helft werd gespeeld in New York, de tweede in Lyon. Het werd wederom een spannende affaire, die door Kasparov met 12½-11½ in zijn voordeel werd beslecht.
In totaal speelden Karpov en Kasparov 144 partijen tegen elkaar in hun matches om het wereldkampioenschap. De 'einduitslag' was 73-71 voor Kasparov.

### Scheuring
In 1993 besloten regerend kampioen Garri Kasparov en uitdager Nigel Short om hun tweekamp buiten de FIDE om te spelen. De FIDE organiseerde daarop een tweekamp tussen Anatoli Karpov en Jan Timman, de spelers die in respectievelijk de halve finale en de finale van de kandidatenmatches door Short waren verslagen. Daarna zijn er tot 2006 twee 'lijnen' van wereldkampioenen geweest.

#### FIDE

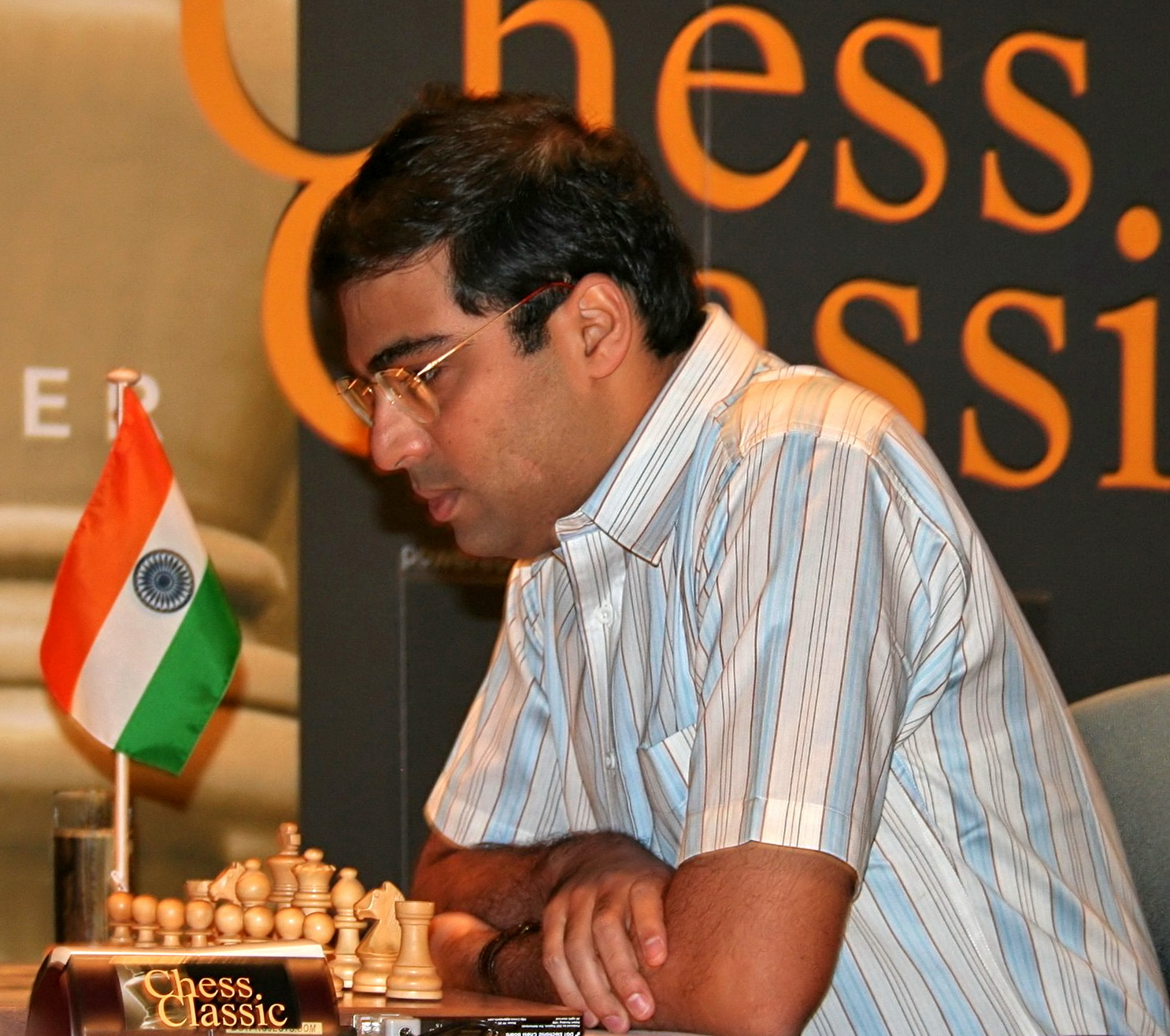
Viswanathan Anand in actie.

Karpov versloeg Timman met 12½-8½. In het wereldkampioenschap 1996 behield hij de titel door Boris Gelfand (met 6-3) en Gata Kamsky (met 10½-7½) te verslaan. Hierna voerde de FIDE een drastische wijziging door. Het wereldkampioenschap werd beslecht in één groot knock-outtoernooi. Van deze toernooien zijn er vijf geweest.
- Groningen/Lausanne (1997/1998): Gewonnen door Viswanathan Anand, die daarna een korte tweekamp met Karpov moest spelen. Karpov won en behield zodoende wederom de titel. Dit was de laatste keer dat de regerend wereldkampioen zo'n privilege had.
- Las Vegas (1999): Gewonnen door Aleksandr Chalifman.
- New Delhi en Teheran (2000): Gewonnen door Anand.
- Moskou (2001/2002): Gewonnen door Roeslan Ponomarjov.
- Tripoli (2004): Gewonnen door Rustam Kasimdzjanov.

In 2005 kwam de FIDE weer met iets nieuws, een toernooi met acht deelnemers, het wereldkampioenschap schaken 2005, gewonnen door Veselin Topalov.

#### 'Klassiek'
Na hun breuk met de FIDE stichtten Kasparov en Short de Professional Chess Association (PCA). Deze organiseerde een tweekamp die door Kasparov met 12½-7½ werd gewonnen. De PCA zette vervolgens een eigen kandidaten-cyclus op. Anand won deze cyclus maar verloor in 1995 de tweekamp tegen Kasparov (het wereldkampioenschap 1995) met 10½-7½. Daarna stortte de PCA in en werd de titel min of meer privébezit. Kasparov nodigde in 2000 Vladimir Kramnik uit om een tweekamp te spelen. Kramnik won met 8½-6½ en werd daarmee 'klassiek' wereldkampioen die Kasparov versloeg. Vervolgens is er in 2002 één kandidatentoernooi gespeeld. De winnaar, Péter Lékó, speelde in 2004 een tweekamp tegen Kramnik. De match eindigde in 7-7, waarmee Kramnik zijn titel behield.

#### Hereniging
Er zijn verschillende pogingen ondernomen om weer tot één wereldkampioenschap te komen, waarvan het Pact van Praag het bekendst is. Tot 2006 was geen van deze pogingen succesvol. Kramnik weigerde mee te spelen in het FIDE toernooi van 2005 en wenste zijn titel alleen te verdedigen in een klassieke tweekamp. Hij was wel bereid een tweekamp met Veselin Topalov te spelen, hetgeen Topalov in eerste instantie weigerde. Echter, van 21 september tot 13 oktober 2006 werd door Kramnik en Topalov een match over 12 partijen, het wereldkampioenschap 2006, gespeeld. Deze match betekende de hereniging van beide wereldtitels. De nieuwe wereldkampioen werd Kramnik, na gelijkspel (6 - 6) gevolgd door een barrage van vier rapidpartijen.

### Anand
De hereniging betekende niet dat het wereldkampioenschap weer een overzichtelijk geheel werd. In eerste instantie kwam de FIDE met het voornemen afwisselend toernooien, zoals het kampioenschap in 2005, en matches te spelen. De matches zouden dan gaan tussen de regerend wereldkampioen en de winnaar van het FIDE Wereldbeker-knock-outtoernooi.
In 2007 werd het wereldkampioenschap weer verspeeld in de vorm van een toernooi met acht deelnemers, het wereldkampioenschap 2007. Dit werd gewonnen door Anand.
Bij de match Kramnik - Topalov in 2006 was afgesproken dat de verliezer niet aan het toernooi in 2007 zou deelnemen. Tevens kreeg Kramnik van de FIDE het voorrecht om, als hij het toernooi niet won, met de winnaar alsnog een match te spelen. Deze match, het wereldkampioenschap 2008, vond plaats in oktober 2008 in Bonn. Anand verdedigde zijn titel met succes tegen Kramnik.
Inmiddels had de FIDE ook een voorrecht aan Topalov verleend. Deze mocht een match spelen tegen Kamsky, de winnaar van de FIDE Wereldbeker 2007 in Chanty-Mansiejsk. Deze match, de 'uitdagersmatch' werd in 2009 in Sofia gespeeld. Topalov won met 4½-2½ en verwierf zo het recht om tegen Anand te spelen. Deze match, het wereldkampioenschap 2010 werd in 2010 gespeeld, eveneens in Sofia. Anand won met 6½-5½ en behield daarmee de titel.
Sinds 2012 wordt de uitdager bepaald in een kandidatentoernooi. In 2011 werd dat gehouden in Kazan. Boris Gelfand won en speelde in 2012 in Moskou tegen Anand.
Dit wereldkampioenschap 2012 eindigde in 6 - 6. Anand won de tiebreak en hield daarmee de titel.

### Carlsen
Het kandidatentoernooi in Londen in 2013 werd gewonnen door Magnus Carlsen. In november 2013 speelden Anand en Carlsen in Chennai. Dit wereldkampioenschap 2013 werd door Carlsen met 6½–3½ gewonnen.
Anand won in maart 2014 het kandidatentoernooi in Chanty-Mansiejsk en speelde in november in het Russische Sotsji het wereldkampioenschap 2014 tegen Carlsen. Carlsen won met 6½–4½ en bleef wereldkampioen.
Het kandidatentoernooi van 2016 werd gewonnen door Sergej Karjakin. In november 2016 speelden Carlsen en Karjakin om het wereldkampioenschap 2016. Na twaalf klassieke partijen stond het 6–6, waarna Carlsen in de tiebreak de rapid-partijen met 3–1 won en zijn titel wederom prolongeerde. Ook in 2018 wist Carlsen de titel te verdedigen tegen Fabiano Caruana. Na 12 remises in de klassieke partijen wist Magnus Fabiano met 3-0 te verslaan in de rapid tie-breaks. Ook in 2021 won Carlsen. Ditmaal van Jan Nepomnjasjtsjii.

### Ding
In 2022 maakte Carlsen bekend niet weer voor de wereldtitel op te gaan. In 2023 nam Ding Liren uit de Volksrepubliek China de titel van Carlsen over door Jan Nepomnjasjtsjii uit Rusland te verslaan in rapid tie-breakers.

### Gukesh
In 2024 versloeg de 18-jarige uitdager Dommaraju Gukesh uit India, winnaar van het Kandidatentoernooi, de regerende wereldkampioen Ding Liren te Singapore met 7,5 - 6,5 en werd zo de jongste Wereldkampioen schaken ooit.

## Externe koppelingen
- chessgraphs.com - compare FIDE rating histories of chess World Champions
- The World Chess Championship